# Oswald Madecki

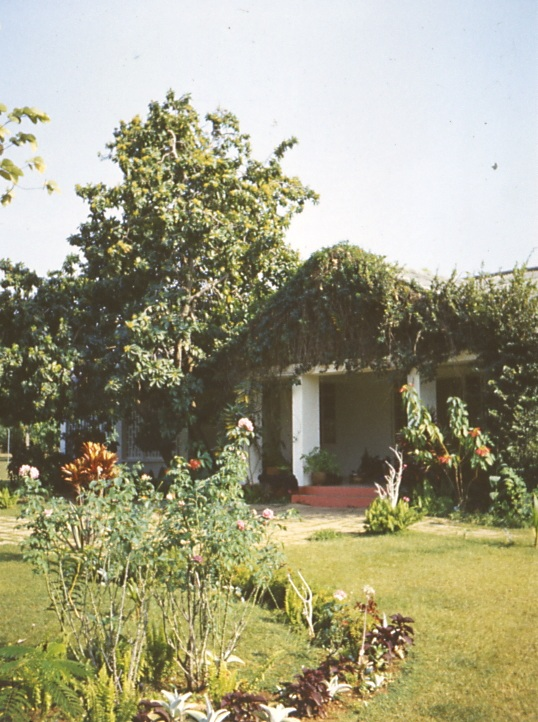
Dom Oswalda Madeckiego w Abeokucie

Oswald Madecki (ur. 28 lutego 1920 w Cieszynie, zm. 11 listopada 1985) – polski lekarz i świecki misjonarz, wieloletni kierownik Szpitala Najświętszego Serca w Abeokucie.

## Życiorys
Oswald Madecki urodził się 28 lutego 1920 w Cieszynie. Jego ojcem był Franciszek Madecki, administrujący sanatorium przeciwgruźliczym. Matka Elżbieta (z domu Ulrich) spokrewniona była z drem Janem Kubiszem, dyrektorem Szpitala Śląskiego w Cieszynie. Brat Oswalda został jezuitą, zaś siostra profesorem biochemii Akademii Medycznej w Lublinie.
W 1951 Oswald Madecki uzyskał dyplom lekarza Akademii Medycznej we Wrocławiu. Do 1958 pracował w szpitalu w Siemianowicach na oddziale chirurgicznym. W tym czasie podjął decyzję o podjęciu pracy lekarza w jednym z państw rozwijających się. Zamiar ten udało mu się zrealizować dzięki nawiązaniu współpracy z niemieckimi instytucjami, które wspierały działalność medyczną w Nigerii – Misyjnym Instytutem Medycznym w Würzburgu oraz Instytutem Medycyny Tropikalnej Uniwersytetu w Tübingen.
W październiku 1958 z paszportem turystycznym wyjechał do Austrii skąd przedostał się do Włoch, a potem do Francji. 21 listopada dotarł do Niemiec, gdzie nawiązał bezpośredni kontakt z Misyjnym Instytutem Medycznym. W lipcu 1959 dotarł do Abeokuty w nigeryjskim stanie Ogun, gdzie miał podjąć pracę w istniejącym od XIX wieku szpitalu. Warunki, które zastał na miejscu skłoniły go do podjęcia decyzji o budowie nowoczesnej placówki. W związku z tym rozpoczął zbiórkę funduszy, a także odwiedził kilka państw Afryki Zachodniej w celu zdobycia wiedzy na temat budownictwa szpitali w warunkach tropikalnych. W tym okresie udało mu się zebrać materiał badawczy dotyczący przyczyn występowania malarii, co pozwoliło mu na uzyskanie stopnia doktora medycyny na Wydziale Lekarskim Uniwersytetu w Tübingen (1966).
W 1966 w dzielnicy Lantoro na przedmieściach Abeoukuty Oswald Madecki zapocząktował budowę kompleksu szpitalnego na 330 łóżek. Towarzyszyła temu rozbudowa leprozorium. Lekarz nie tylko zabiegał o pomoc finansową, ale także brał bezpośredni udział w pracach nad projektem i realizacją budowy. Jego zdolnościom plastycznym część budynków, w tym szpitalna kaplica, zawdzięcza swój wystrój. Pomoc dla całego przedsięwzięcia uzyskiwał głównie ze strony niemieckich (RFN) instytucji i osób prywatnych, ale także nigeryjskich organizacji kościelnych i charytatywnych oraz od arcybiskupa Lagos i europejskich przedsiębiorstw prowadzących swoją działalność w Nigerii. Na budowę szpitala przeznaczał także część własnego wynagrodzenia. Cały kompleks został ukończony w roku 1970.
W związku z faktem, że wśród pacjentów nowego szpitala wielu cierpiało na gruźlicę dr Madecki rozpoczął starania o budowę ośrodka leczniczo-badawczego w zakresie chorób płuc. Prace rozpoczęły się w 1981. Budynek na 125 łóżek wraz z zapleczem laboratoryjnym otwarty został w roku 1986, już po śmierci pomysłodawcy. Była to pierwsza tego rodzaju placówka w całej Afryce Zachodniej. W 1985 Oswald Madecki zapadł na śmiertelną chorobę i zmarł 11 listopada tego samego roku. Zgodnie ze swoją wolą pochowany został w Abeokucie.
Do pracy w szpitalu udało mu się pozyskać wielu lekarzy, w tym kilkunastu Polaków. Z kolei część pielęgniarek została sprowadzona z Irlandii dzięki wsparciu misji katolickiej. Sam Oswald Madecki dołączył do grona zakonu trzeciego. Opiekował się też gromadą nigeryjskich sierot, którym opłacał koszty życia i kształcenia.
Postać Oswalda Madeckiego pojawia się m.in. w książce Ewy Szumańskiej pt. Miłość w odcieniu ochry, gdzie opisany jest także szpital w Abeokucie.

## Odznaczenia
- tytuł Chief Agbeji of Egbaland nadany przez króla regionu Egba Alake
- Order Świętego Grzegorza Wielkiego
- Order Zasługi Pierwszej Klasy Republiki Federalnej Niemiec
- Krzyż Komandorski Orderu Zasługi Rzeczypospolitej Polskiej (przyznany pośmiertnie)

## Upamiętnienie
Oswald Madecki jest patronem jednej z ulic w Abeokucie oraz alei w Cieszynie. Jego imieniem nazwano również stworzony przez niego Ośrodek Przeciwgruźliczy, gdzie znajduje się poświęcona mu tablica pamiątkowa. W Połańcu istnieje Fundacja Ochrony Zdrowia im. dra Oswalda Madeckiego.

## Galeria

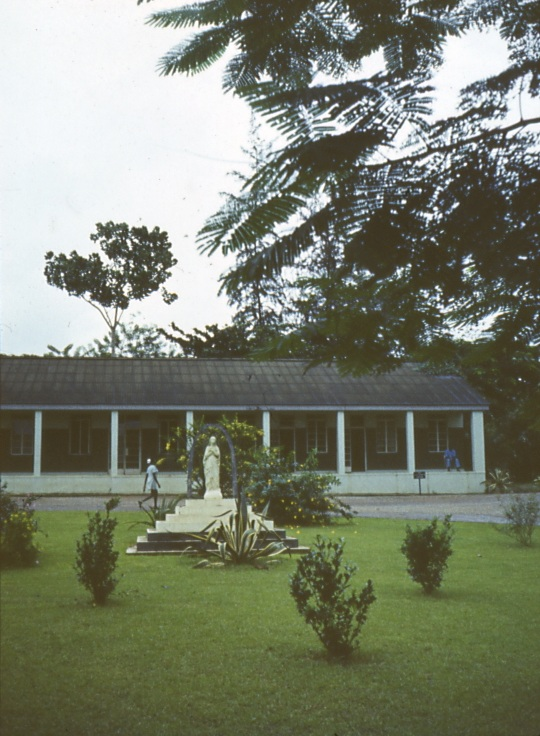
Szpital Najświętszego Serca w Abeoukucie
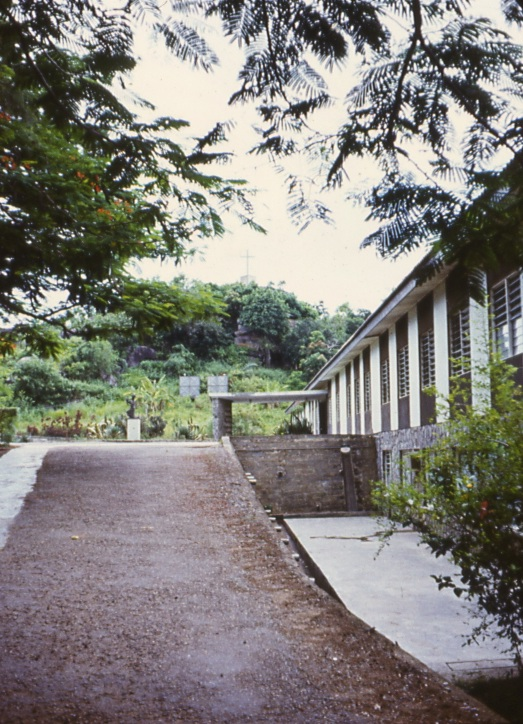
Szpital Najświętszego Serca w Abeoukucie
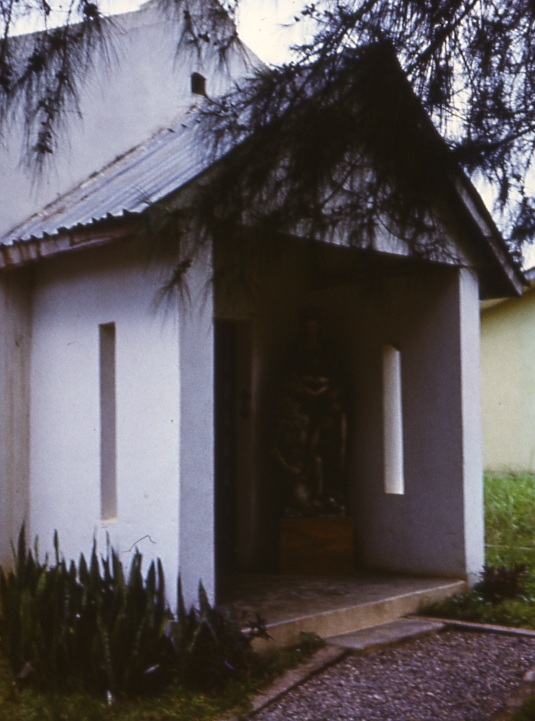
Kaplica